# Eric Devendorf
Eric Michael Devendorf (Bay City, 21 aprile 1987) è un ex cestista e allenatore di pallacanestro statunitense, professionista nella D-League, in Europa e in Oceania.

## Palmarès
- McDonald's All-American Game (2005)